# Led Zeppelin North American Tour Spring 1970
Led Zeppelin North American Tour Spring 1970 var en konsertturné med det brittiska hårdrocksbandet Led Zeppelin i Europa 21 mars - 18 april 1970. Detta var den femte USA-turnén för bandet. Den första USA-turnén ägde rum 15 månader tidigare. På näst sista spelningen blev Robert Plant sjuk vilket ledde till att man ställde in sista spelningen som skulle ägt rum i Las Vegas 19 april.

## Låtlista
Led Zeppelins repertoar under denna turné var låtar från debutalbumet Led Zeppelin och från II. En ganska typisk låtlista med viss variation är följande:
1. "We're Gonna Groove" (King, Bethea)
2. "I Can't Quit You Baby" (Dixon)
3. "Dazed and Confused" (Page)
4. "Heartbreaker" (Bonham, Page, Plant)
5. "Bring It On Home" (Page, Plant, Dixon)
6. "White Summer"/"Black Mountain Side" (Page)
7. "Since I've Been Loving You" (Page, Plant, Jones)
8. "Orgelsolo"/"Thank You" (Page, Plant)
9. "What Is and What Should Never Be" (Page, Plant)
10. "Moby Dick" (Bonham)
11. "How Many More Times" (Bonham, Jones, Page)

Extranummer:
- "Communication Breakdown" (Bonham, Jones, Page)
- "Whole Lotta Love" (Bonham, Dixon, Jones, Page, Plant)

## Turnédatum
- 21/03/1970:  Pacific Coliseum - Vancouver
- 22/03/1970:  Seattle Center Coliseum - Seattle
- 23/03/1970:  Memorial Coliseum - Portland (Oregon)
- 25/03/1970:  Denver Auditorium Arena - Denver
- 26/03/1970:  Salt Palace - Salt Lake City
- 27/03/1970:  The Forum - Inglewood (Kalifornien)
- 28/03/1970:  Memorial Auditorium - Dallas
- 29/03/1970:  Hofheinz Pavilion - Houston
- 30/03/1970:  Civic Arena - Pittsburgh
- 31/03/1970:  The Spectrum - Philadelphia
- 01/04/1970:  Boston Garden - Boston
- 02/04/1970:  Civic Center - Charleston (West Virginia)
- 04/04/1970:  Coliseum - Indianapolis
- 05/04/1970:  Baltimore Civic Center - Baltimore
- 07/04/1970:  Charlotte Coliseum - Charlotte
- 08/04/1970:  Dorton Auditorium - Raleigh
- 09/04/1970:  Curtis Hixon Hall - Tampa
- 10/04/1970:  Miami Beach Convention Center - Miami Beach
- 11/04/1970:  Kiel Auditorium - Saint Louis
- 12/04/1970:  Met Center - Bloomington (Minnesota)
- 13/04/1970:  Forum de Montréal - Montréal
- 14/04/1970:  Ottawa Civic Centre - Ottawa
- 16/04/1970:  Roberts Municipal Stadium - Evansville (Indiana)
- 17/04/1970:  Mid-South Coliseum - Memphis
- 18/04/1970:  Arizona Coliseum - Phoenix